# Julius Gottlob von Nostitz und Jänkendorf
Julius Gottlob von Nostitz und Jänkendorf (* 12. Juli 1797 in Doberschau; † 18. März 1870 in Dresden) war ein deutscher Großgrundbesitzer und Politiker. Er war Mitglied des Sächsischen Landtages und langjähriger Gesandter Sachsens beim Bundestag des Deutschen Bundes.

## Herkunft
Er war der Sohn des sächsischen Politikers und Ministers Gottlob Adolf Ernst von Nostitz und Jänkendorf und dessen Ehefrau Henriette Sophia, geborene von Bose. Ein Bruder von ihm war der sächsische Politiker und Innenminister Eduard von Nostitz und Jänckendorf.

## Leben
Nostitz studierte an der Universität Leipzig und wurde 1816 im Corps Saxonia Leipzig aktiv. Später war er Ehrenmitglied des Corps. Wie sein Vater besaß er ein Rittergut. Er war Kammerjunker und Direktor der königlich sächsischen Generalkommission für Ablösungen und Gemeinheitsteilungen. Er war 1833/34, 1836/37 (I. Kammer) und 1839/40 (II. Kammer) Mitglied für die Oberlausitz im Sächsischen Landtag. Mit Kommissionsrat Heinrich August Blochmann war er maßgeblich an der sächsischen Landwirtschaftsreform der 1830er Jahre (Gesetz über Ablösungen und Gemeinheitsteilungen von 1832) beteiligt. Ab 1838 war er viele Jahre Gesandter beim Bundestag. 1855 ernannte ihn die Hansestadt Bremen zu ihrem Ehrenbürger. Nostitz war Wirklicher Geheimer Rat mit dem Prädikat Exzellenz. Er war Mitglied der Dresdner Freimaurerloge Zum goldenen Apfel.

## Familie
Er heiratete am 31. Mai 1825 Erdmuthe Charlotte Luise von Rex-Thielau (* 20. Dezember 1805; † 18. Juli 1884). Das Paar hatte mehrere Kinder:
- Gottlob Adolf (* 27. Mai 1826; † 4. August 1880), Hauptmann a. D. ⚭ 4. November 1855 Luise Demisch (* 1. Mai 1836)
- Hertha Gertrud Charlotte (* 9. November 1827) ⚭ 1850 Karl  Alexander von Schwerin (* 7. August 1824; † 23. August 1893), Sohn von Herrmann von Schwerin
- Georg Gottlob (* 30. Januar 1829; † 10. August 1896), Oberfinanzrat ⚭ 1878 Hedwig Karoline von Larisch (* 19. Juli 1853; † 28. Mai 1882)
- Margarethe Marie (* 14. August 1830), Stiftsdame in Joachimstein
- Charlotte Dorothea (* 27. Januar 1832) ⚭ 1871 Alexander von Mengden, russischer Diplomat und Staatsrat
- Sophie Elisabeth (* 13. Januar 1844), Stiftsdame in Joachimstein